# 紫花欧丁香
紫花欧丁香（学名：Syringa vulgaris f. purpurea）为木犀科丁香属欧丁香下的一个变型。